# Bobby Paunetto
Bobby „Vince“ Paunetto (* 22. Juni 1944; † 10. August 2010) war ein US-amerikanischer Vibraphonist und Komponist des Latin Jazz.

## Leben
Bobby „Vince“ Paunetto wuchs in New York City auf und begann unter dem Eindruck der Musik von Cal Tjader Latin Music zu spielen. 1964 bekam er einen Plattenvertrag bei Seeco Records, für das sein Debütalbum El Sonido Moderno entstand. Ab 1969 studierte er am Berklee College of Music, u. a. bei Gary Burton. Nach seiner Graduierung 1973 nahm er ein zweites Album (Paunetto’s Point) auf, für das er auch eigene Kompositionen schrieb und Rhythmen des zeitgenössischen Jazz und der kubanischen Musik kombinierte. Mitwirkende Musiker waren Tom Harrell, Ronnie Cuber, Andy Gonzalez, Manny Oquendo und Jerry Gonzalez. 1976 wurde das Album für einen Grammy nominiert. Nach einem weiteren Album Commit to Memory (1976) wurde bei ihm im folgenden Jahr Multiple Sklerose diagnostiziert. Erst in den 1990er Jahren begann er wieder aufzunehmen, als er noch zwei Alben (Commit To Memory Band - Composer in Public und Reconstituted) veröffentlichte.